# مدرا اکرس (کالیفرنیا)
مدرا اکرس (به انگلیسی: Madera Acres) یک منطقهٔ مسکونی در ایالات متحده آمریکا است که در شهرستان مادرا، کالیفرنیا واقع شده‌است. مدرا اکرس ۱۸٫۸۵۰ کیلومتر مربع مساحت و ۹٬۱۶۳ نفر جمعیت دارد و ۸۹ متر بالاتر از سطح دریا واقع شده‌است.